# Bataille de Samarra (363)
Ne doit pas être confondu avec Bataille de Samarra.
Campagne de Julien en Perse
Batailles
- Siège de Firuz Chapour
- Siège de Maiozamalcha
- Bataille de Ctésiphon
- Bataille de Maranga
- Bataille de Samarra

La bataille de Samarra a été disputée en juin 363 entre l'armée du roi sassanide Chapour II et l'armée romaine au cours de la campagne de Julien en Perse. Elle est restée célèbre en raison de la blessure mortelle reçue par l'empereur Julien au cours de l'affrontement.
La bataille survient lors du repli ordonné par l'empereur Julien, après que ce dernier ait échoué à s'emparer de la ville de Ctésiphon. L'armée romaine souffre alors du manque de ravitaillement et de son isolement en territoire ennemi.
La bataille s'engage lorsque l'arrière-garde l'armée romaine est attaquée aux environs de la ville de Samarra. Julien est blessé durant les combats et décède quelques heures plus tard, sans avoir choisi de successeur.
Après sa mort, les officiers romains désignent Jovien comme empereur. Ce dernier négocie un traité de paix humiliant avec les Sassanides, qui permet cependant à l'armée romaine d'échapper à la destruction totale.

## Sources
Le déroulement de la bataille est rapporté par Ammien Marcellin, historien et officier romain, qui a participé à la campagne de Julien en Perse, dans le livre XXV de ses Res Gestae.

## Contexte
Au printemps 363, l'empereur Julien envahit l'empire sassanide avec une force de 95 000 hommes. Julien a divisé sa force en deux, l'une dirigée par le général Sébastien et par son cousin Procope comptant 30 000 hommes, placée au nord de la Mésopotamie, et l'autre composée de 65 000 hommes sous son propre commandement.
À la tête des troupes, Julien remporte le 29 mai une victoire tactique devant les murs de Ctésiphon, mais son armée est trop distraite par le pillage pour prendre la ville. Julien brûle la flotte qu'il avait amenée sur le fleuve jusqu'à Ctésiphon, et une grande partie des bagages, laissant un approvisionnement de trois semaines à peine. Il dirige ensuite sa marche vers l'intérieur des terres au cœur des territoires de Chapour.

## Déroulement de la bataille

### Avant la bataille
En juin 363, Julien se rend compte qu'il est piégé en territoire sassanide et décide de faire marcher son armée vers Samarra. L'armée romaine est constamment attaquée et souffre d'un manque de ravitaillement. Le 22 juin, les forces romaines réussissent à repousser l'armée sassanide lors de la bataille de Maranga dans la vallée du Tigre en lui imposant de lourdes pertes.

### Pendant la bataille
La bataille de Samara s'engage à la fin du mois de juin lorsque les forces sassanides commencent à harceler l'arrière-garde de l'armée romaine. Julien se rend alors sur place à cheval sans enfiler sa cuirasse. Parvenu à l'arrière-garde, il apprend que son flanc gauche est attaqué par des unités de cavalerie renforcée par des éléphants.
Chevauchant vers le flanc gauche, Julien rallie les troupes romaines en déroute. Les Sassanides voyant les Romains se reformer commencent à battre en retraite. Julien appelle ses troupes à le suivre et charge vers les Sassanides en fuite, malgré les demandes de ses gardes du corps de se mettre à l'abri. Julien est alors frappé au côté par une lance et tombe de cheval. Julien est ramené au camp, où il meurt de ses blessures au cours de la nuit.

La blessure de Julien provoque la rupture dans les rangs romains. Ammien Marcellin rapporte la suite des événements :

« Après la retraite de Julien, Anatole, maître des offices, fut tué à l’aile droite, qui plia. Le préfet Salutius vit tomber à ses côtés son conseiller Sophore, et n’échappa lui-même au trépas que par l’assistance de son appariteur qui le tira de la mêlée. Un parti des nôtres, réduit à toute extrémité, réussit à se jeter dans un petit fort voisin, et put rejoindre l’armée trois jours plus tard. »

— Ammien Marcellin, XXV, III, 14

### Après la bataille

#### Désignation de Jovien comme empereur
Les officiers de Julien se réunissent le lendemain de la bataille à l'aube pour lui désigner un successeur. Les officiers ayant servi sous Constance II, comme Victor et Arinthæus, s'opposent aux officiers gaulois de Julien comme Dagalaiphus et Nevitta. Après avoir désigné le préfet du prétoire Salutius, qui refuse de devenir empereur, ceux-ci choisissent finalement d'élever à la pourpre Jovien, le commandant de la garde domestique de Julien, dont le père avait été général dans le même service.

#### Retraite de l'armée romaine
L'armée reprend sa retraite le long de la rive est du Tigre, continuellement harcelée par les Sassanides.
Quatre jours plus tard, l'armée démoralisée s'est finalement arrêtée à Doura-Europos, où elle tente de construire un pont pour franchir le fleuve, sans y parvenir. L'armée romaine se trouve encerclée de part et d'autre par les Sassanides.

## Conséquences

### Traité de paix romano-sassanide
Chapour II offre la paix à Jovien, qui se saisit de l'occasion pour éviter l'annihilation totale de l'armée. Le traité est particulièrement humiliant pour l'Empire romain : celui-ci comprend une trêve de trente ans, le retrait des Romains des provinces transtigritanes d'Arzanène, de Moxoène, de Zabdicène, de Rehimène et de Corduène, ainsi que l'occupation par les Sassanides des forteresses de Nisibe, de Castra Maurorum et de Singara.

### Interprétations religieuses de la mort de Julien

#### Interprétation chrétienne
L'historien et évêque de Cyr Théodoret rapporte que Julien, transpercé par une lance, aurait formulé ces mots à l'intention du Christ, tout en tentant d'arracher de son côté l'arme qui venait de le transpercer : « Tu as vaincu, Galiléen ! » (Vicisti, Galilæe).

#### Interprétation païenne
Le rhéteur païen Libanios, contemporain de Julien, avance, pour sa part, que celui-ci aurait été assassiné au cours de la bataille par un soldat romain chrétien. En effet, il semblerait qu'aucun soldat perse n'ait réclamé la récompense promise pour celui qui tuerait l'empereur romain. De plus, les chrétiens voyaient d'un mauvais œil un empereur ayant rejeté le christianisme.